# Liste des membres téneliens de l'Ordre du Canada
Pour un article plus général, voir Ordre du Canada.
- Ralph LeMoine Andrews
- John B. Angel
- Lewis Haldane Miller Ayre
- Miller H. Ayre
- Barbara Bettine Barrett
- Augusta Barter
- Adrian G. Battcock
- Myra M. Bennett
- Edsel J. Bonnell
- Anthony August Brait
- Christopher Robert Brookes
- Angus A. Bruneau
- Lester L. Burry
- Donna Butt
- Clara Evelyn Campbell
- Richard Cashin
- James G. Channing
- John (Jack) Ivor Clark
- Frances Anna Clarke
- Christina Cole
- Henry Collingwood
- Robert Cormier
- Gertrude Crosbie
- John Carnell Crosbie
- Harry Alfred Cuff
- Austin Davis
- Craig Lawrence Dobbin
- Suzanne (Shannie) Duff
- G. Campbell Eaton
- Mary (Hennebury) Fabian
- Eugenie B. Fillier
- Mel Fitzgerald
- Bessie Flynn
- George A. Frecker
- M. Henry Gault
- Josephine Gibbons
- Charles Ronald McKay Granger
- Simon Rufus Guinchard
- Raymond Gushue
- Michael F. Harrington
- Leslie Harris
- Anne Hart
- T. Alexander Hickman
- Oscar George Hierlihy
- Brian C. Hollywood
- Arthur Maxwell House
- Douglas House
- Jane L. Hutchings
- Linda Louella Inkpen
- Eric Kenneth Jerrett
- Paul Jolliffe Johnson
- Otto Paul Kelland
- Susan Dyer Knight
- Frances Laracy
- Walter Francis Learning
- Kathleen Pratt LeGrow
- Millicent Loder
- Arthur R. Lundrigan
- Harold W. Lundrigan
- Norman John Lush
- Aidan Maloney
- Edith E. Manuel
- Falah B. Maroun
- Arthur W. May
- Desmond T. McGrath
- James W. McLoughlan
- Jessie Beaumont Mifflen
- Leonard Miller
- Moses Osborne Morgan
- John J. Murphy
- Noel Francis Murphy
- Sybilla Nitsman
- Morag O'Brien
- Paul O'Neill (en)
- John M. Olds
- Leonard C. Outerbridge
- William Anthony Paddon
- Robert Patrick Barten Paine
- Patrick S. Parfrey
- F.A.W. Peacock
- Albert B. Perlin
- John Crosbie Perlin
- Vera Perlin
- Alice Perrault
- Benjamin Windsor Powell
- J. Christopher Pratt
- Mary Frances Pratt
- Wallace Stanley Read
- Ian Job Reid
- Margot Grant Reid
- Nancy Riche
- Harry D. Roberts
- Ronald Rompkey
- John Munro Ross
- Penelope M. Ayre Rowe
- Ignatius A. Rumboldt
- Frederick W. Russell
- Margaret Miriam Russell
- Ian E. Rusted
- Doris J. Saunders
- Arthur Reginald Scammell
- Joseph R. Smallwood
- Gerald Squires
- Raymond G. Squires
- Gordon McKenzie Stirling
- George M. Story
- Harry Strong
- Frederick M. Tessier
- Peter Troake
- Gordon H. Warren
- Philip J. Warren
- Mary A. (Minnie) White
- D. Ethel Williams
- Leonard E. Williams
- Gordon Arnaud Winter
- Vincent George Withers
- Victor L. Young